# …как услуга

В данном информационном списке приводятся известные модели обслуживания для облачных вычислений, характеризуемые суффиксом «…как услуга» (англ. …as a service, *aaS, XaaS, everything-as-a-service).
| Название                                                     | Аббревиатура |
| ------------------------------------------------------------ | ------------ |
| API как услуга                                               | APIaaS       |
| Информация (контент) как услуга                              | CaaS / MCaaS |
| Данные как услуга                                            | DaaS         |
| Рабочее место как услуга                                     | DaaS         |
| Базы данных как услуга                                       | DBaaS        |
| Функция как услуга                                           | FaaS         |
| Облачные игры                                                | GaaS         |
| Инфраструктура как услуга                                    | IaaS         |
| Журналирование как услуга                                    | LaaS         |
| Мобильный бэкенд как услуга / Back-end как услуга            | MBaaS / BaaS |
| Мониторинг как услуга                                        | MaaS         |
| Сеть как услуга                                              | NaaS         |
| Платежи как услуга                                           | PaaS         |
| Платформа как услуга                                         | PaaS         |
| Резервное копирование как услуга                             | RaaS         |
| Поиск как услуга                                             | SaaS         |
| Программное обеспечение как услуга                           | SaaS         |
| Безопасность как услуга                                      | SECaaS       |
| Хранилище данных как услуга                                  | STaaS        |
| Платёжные транзакции как услуга                              | TPaaS        |
| Видеонаблюдение как услуга (Video Survelliance as a service) | VSaaS        |